# KNVB Beker 1943/44
Het seizoen 1943/44 van de NVB beker was de 36ste editie van de Nederlandse voetbalcompetitie met als inzet de KNVB Beker. Willem II won voor de eerste maal de beker, door in Eindhoven in de finale Groene Ster uit Heerlen met een recorduitslag van 9-2 te verslaan.

## Kwartfinale
| Datum       | Wedstrijd             | Uitslag | Scoreverloop |
| ----------- | --------------------- | ------- | ------------ |
| 27 mei 1944 | Blauw-Wit – Willem II | 3 – 5   |              |
| 29 mei 1944 | PSV – UVV             | 9 – 2   |              |
| 29 mei 1944 | Groene Ster – DWV     | 6 – 0   |              |
| 29 mei 1944 | LSC – Tubantia        | 2 – 1   |              |

## Halve finale
| Datum       | Wedstrijd         | Uitslag | Scoreverloop |
| ----------- | ----------------- | ------- | ------------ |
| 3 juni 1944 | Groene Ster – LSC | 2 – 1   |              |
| 3 juni 1944 | Willem II – PSV   | 3 – 2   |              |

## Finale
|                                |                                                                                         |               |                                  |                                                           |
| 11 juni 1944 Finale KNVB Beker | Willem II                                                                               | 9 – 2 (1 – 1) | Groene Ster                      | Sportpark Aalsterweg, Eindhoven Scheidsrechter: Dirk Nijs |
| 11 juni 1944 Finale KNVB Beker | Wim Engel 1-1', 3-1', 9-2' Frans van Loon 2-1', 5-1' Willy Engel 4-1', 6-1', 7-2', 8-2' |               | 0-1' Ben Haas 6-2' Toon Klamerek | Sportpark Aalsterweg, Eindhoven Scheidsrechter: Dirk Nijs |

Seizoenen: 1898/99 · 1899/00 · 1900/01 · 1901/02 · 1902/03 · 1903/04 · 1904/05 · 1905/06 · 1906/07 · 1907/08 · 1908/09 · 1909/10 · 1910/11 · 1911/12 · 1912/13 · 1913/14 · 1914/15 · 1915/16 · 1916/17 · 1917/18 · 1918/19 · 1919/20 · 1920/21 · 1921/22 · 1922/23 · 1923/24 · 1925 · 1925/26 · 1926/27 · 1927/28 · 1928/29 · 1929/30 · 1930/31 · 1931/32 · 1932/33 · 1933/34 · 1934/35 · 1935/36 · 1936/37 · 1937/38 · 1938/39 · 1939/40 · 1940/41 · 1941/42 · 1942/43 · 1943/44 · 1944/45 · 1945/46 · 1946/47 · 1947/48 · 1948/49 · 1949/50 · 1950/51 · 1951/52 · 1952/53 · 1953/54 · 1954/55 · 1955/56 · 1956/57 · 1957/58 · 1958/59 · 1959/60 · 1960/61 · 1961/62 · 1962/63 · 1963/64 · 1964/65 · 1965/66 · 1966/67 · 1967/68 · 1968/69 · 1969/70 · 1970/71 · 1971/72 · 1972/73 · 1973/74 · 1974/75 · 1975/76 · 1976/77 · 1977/78 · 1978/79 · 1979/80 · 1980/81 · 1981/82 · 1982/83 · 1983/84 · 1984/85 · 1985/86 · 1986/87 · 1987/88 · 1988/89 · 1989/90 · 1990/91 · 1991/92 · 1992/93 · 1993/94 · 1994/95 · 1995/96 · 1996/97 · 1997/98 · 1998/99 · 1999/00 · 2000/01 · 2001/02 · 2002/03 · 2003/04 · 2004/05 · 2005/06 · 2006/07 · 2007/08 · 2008/09 · 2009/10 · 2010/11 · 2011/12 · 2012/13 · 2013/14 · 2014/15 · 2015/16 · 2016/17 · 2017/18 · 2018/19 · 2019/20 · 2020/21 · 2021/22 · 2022/23 · 2023/24 · 2024/25
Finales: 2013 · 2014 · 2015 · 2016 · 2017 · 2018 · 2019 · 2020 · 2021 · 2022 · 2023 · 2024
Nederland: Eredivisie · Eerste divisie · Tweede divisie · Derde divisie/Topklasse · KNVB Beker
Europa: Champions League · Europa Cup I · Europa Cup II · Europa League · UEFA Cup · Jaarbeursstedenbeker · Intertoto Cup